# 假婆婆纳
假婆婆纳（学名：Stimpsonia chamaedryoides）为报春花科假婆婆纳属下的一个种。